# Драммонд, Джеймс, 2-й герцог Перт
Джеймс Драммонд, 2-й герцог Перт, 5-й граф Перт и 9-й лорд Драммонд (англ. James Drummond, 2nd Duke of Perth; ок. 1674 — 17 апреля 1720) — шотландский дворянин. Он обладал титулом пэра, созданным для его отца, Джеймса Драммонда, 4-го графа Перта, изгнанными монархами Стюартов в Сен-Жермене. Его титулы не признавались в Англии.

## Биография
Старший сын и наследник Джеймса Драммонда, 1-го герцога Перта и 4-го графа Перта (1648—1716), от его первой жены, леди Джейн Дуглас, дочери Уильяма Дугласа, 1-го маркиза Дугласа. Он получил образование в Шотландском колледже (Париж).
В 1689 году Джеймс Драммонд сопровождал короля Якова II Стюарта в Ирландию и возглавил кавалерию в битве при Шериффмуре . Впоследствии он присоединился к лорду Мару во время восстания 1715 года в Шотландии. Он бежал во Францию вместе с королем 6 февраля и был арестован 17 февраля 1716 года. Джеймс Драммонд, носивший титул маркиза Драммонда, был награждён Орденом Чертополоха в марте 1705 года, когда он стал шталмейстером.
11 мая 1716 года после смерти своего отца Джеймса Драммонда, 1-го герцога Перта, Джеймс Драммонд унаследовал титулы 2-го герцога Перта, 5-го графа Перта и 9-го лорда Драммонда, но его новые титулы не были признаны британским правительством. Он умер в Париже в возрасте 46 лет и был похоронен в Шотландском колледже.

## Семья
Джеймс Драммонд женился (контракт датирован 5 августа 1706 года) на леди Джин Гордон (ок. 1691 — 30 января 1773), дочери Джорджа Гордона, 1-го герцога Гордона, от леди Элизабет Говард, дочери Генри Говарда, 6-го герцога Норфолка. Леди Джин была заключена в тюрьму в Эдинбургском замке с февраля по ноябрь 1746 года за участие в восстании 1745 года и умерла в Стобхолле, графство Пертшир, 30 января 1773 года в возрасте около 90 лет. У супругов было двое сыновей:
- Джеймс Драммонд, 3-й герцог Перт (1713—1746), достиг совершеннолетия и умер неженатым.
- Джон Драммонд, 4-й герцог Перт (ок. 1716—1747), умер неженатым.